# Pseudoconnarus
Pseudoconnarus é um género botânico pertencente à família Connaraceae.
1. ↑  «Pseudoconnarus — World Flora Online». www.worldfloraonline.org. Consultado em 19 de agosto de 2020